# Zlatá Idka
Zlatá Idka (Hongaars: Aranyida) is een Slowaakse gemeente in de regio Košice, en maakt deel uit van het district Košice-okolie.
Zlatá Idka telt 380 inwoners.